# Abbaye de Disentis

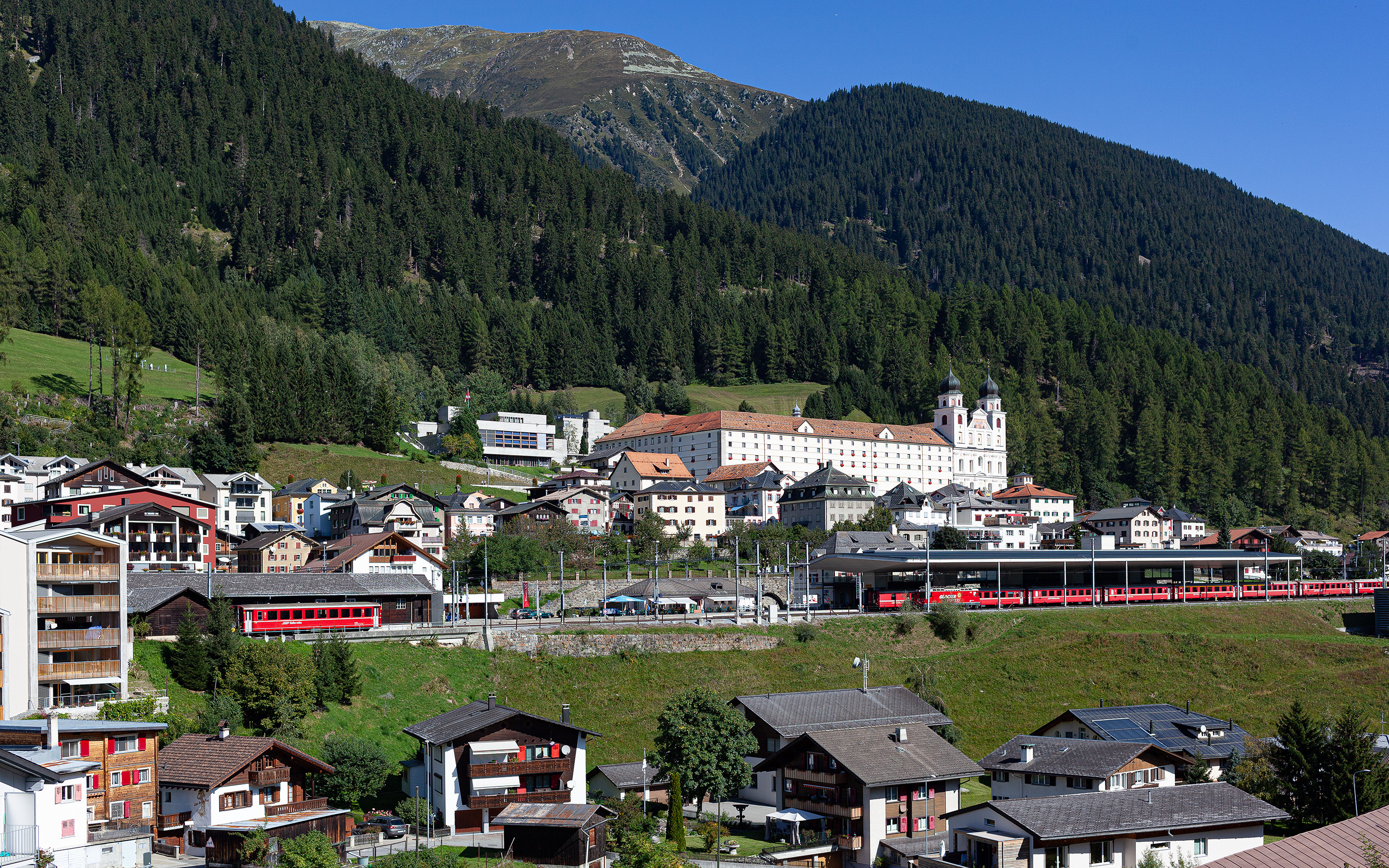
Abbaye de Disentis du point de vue de la Via Lucmagn (septembre 2019).

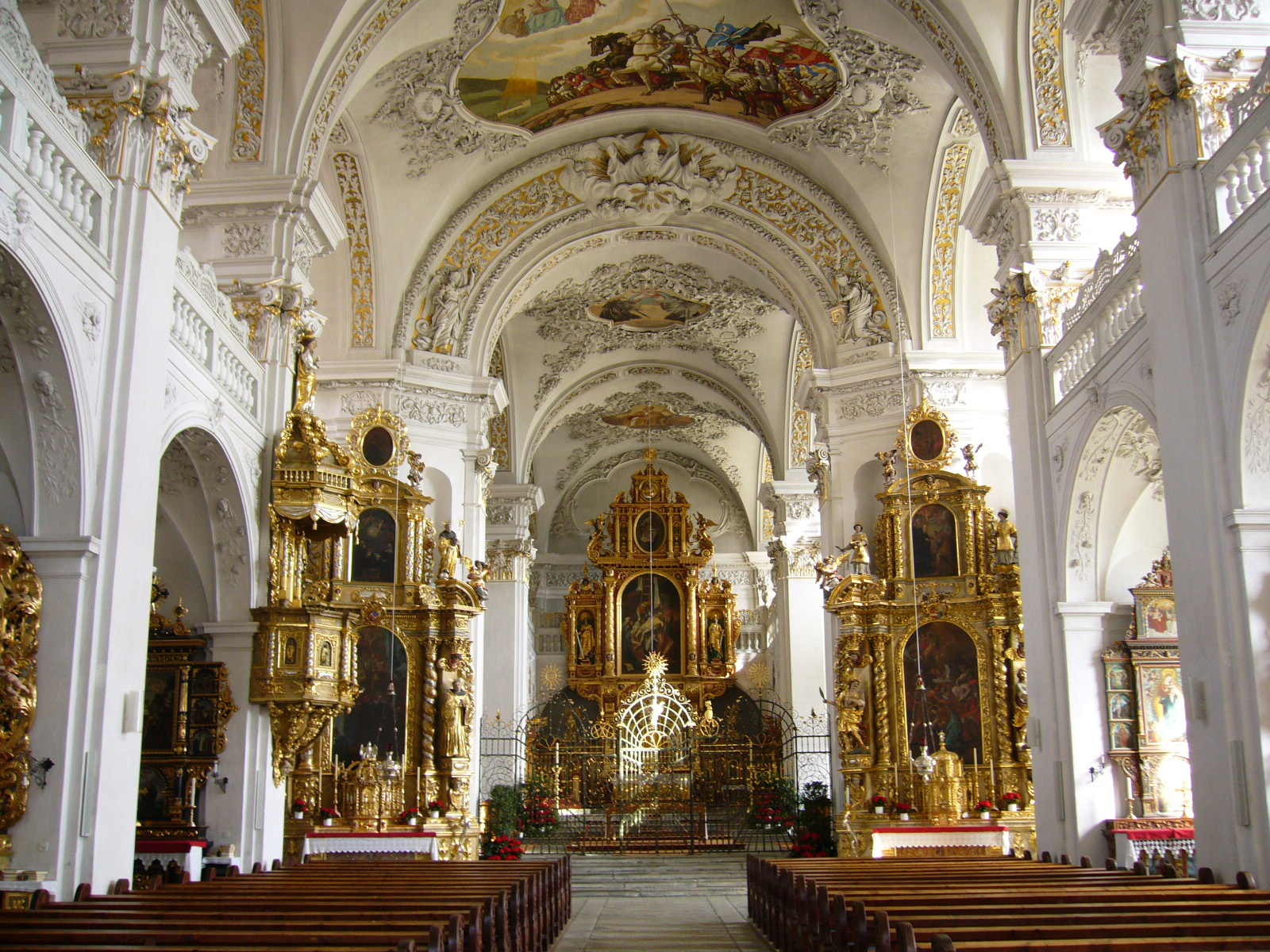
Intérieur de l'église abbatiale.

L'abbaye de Disentis est une abbaye bénédictine appartenant à la congrégation bénédictine de Suisse. Elle se trouve sur le territoire de la commune de Disentis/Mustér dans le canton des Grisons en Suisse.
L'abbaye dirige une école secondaire et un internat renommés.

## Histoire
La tradition retient la date de 614 comme celle de la fondation d'une communauté monastique par les saints locaux Placide et Sigisbert qui fut dispersée par les Avars en 670. L'abbé et ses trente moines furent assassinés.
L'abbaye, dédiée à saint Martin, est reconstruite par Charles Martel et saint Pirmin en 711. Cependant d'autres sources, notamment archéologiques, retiennent le début du VIIIe siècle, comme période de sa fondation. L'abbaye est détruite par les Sarrazins vers 940.
Le moine Sigisbert, dont une chronique du XIIe siècle retrace la vie, est un moine franc errant inspiré par l'idéal de saint Colomban et de la tradition de Luxeuil qui installe ici un ermitage à flanc de montagne. Placide est un propriétaire terrien local qui devient protecteur et disciple de Sigisbert. Il est assassiné par Victor, præses de Coire, opposé à la mainmise de l'Église sur les territoires et domaines environnants.
Le testament de Tello est l'une des sources écrites les plus anciennes conservées. Il date de 765 et recense les domaines déjà importants de l'abbaye. Tello, selon la Passio Placidi, est décrit comme le fils du meurtrier qui fait don de terres en réparation du meurtre de Placide.
Charlemagne, de retour de son couronnement à Rome en 800, s'arrête à Disentis et lui accorde biens et privilèges. Elle est Abbaye d'Empire, c'est-à-dire libre de répondre des réclamations des seigneurs, et sous la protection immédiate de l'empereur. Disentis a l'avantage d'être située dans une vallée, point-clé de passage du nord au sud.
L'abbé Udalric Ier (1031-1055) devient le premier abbé de Disentis à accéder au rang de prince d'Empire et nombre de ses successeurs deviennent aussi évêques des diocèses voisins.
Saint Charles Borromée visite Disentis en 1581, en plein renouveau spirituel après des années difficiles. Elle s'agrège à la congrégation bénédictine de Suisse, voulue par Clément VIII en 1602.
L'abbaye est décorée en style baroque à la fin du XVIIe siècle.
Pendant la guerre de coalition entre la France et l'Autriche (1799-1801), l'abbaye est pillée et incendiée par les troupes françaises en 1799, et des œuvres d'art et ouvrages de la bibliothèque sont confisqués pour soutenir l'effort de guerre. L'abbaye perd la plupart de ses domaines, mais elle est reconstruite par l'abbé Anselme Huonder, le dernier abbé à porter le titre de prince du Saint-Empire.

## DuXIXesiècleà aujourd'hui
Bien que l'abbaye ait échappé à la dissolution, comme la plupart des abbayes du pays, le XIXe siècle est une période difficile pour elle. La vallée de Disentis fait partie de la République helvétique, lorsque les Trois Ligues s'y agrègent. Les communes des Grisons perdent leur souveraineté juridictionnelle, transférée au peuple, en 1854. Or si les communes environnant Disentis sont catholiques, le canton des Grisons est majoritairement protestant et ouvert aux idées de 1848. De plus l'abbaye brûle en 1846. La situation matérielle de Disentis devient précaire et son rayonnement spirituel s'éteint, à tel point que l'abbé Paul Birker est envoyé de l'abbaye Saint-Boniface de Munich pour tenter de la faire survivre, mais il échoue et retourne comme simple moine à Munich en 1877, l'année où une loi cantonale interdit à l'abbaye de recevoir des novices.
Cependant Disentis surmonte les épreuves et, en 1880, après le Kulturkampf suisse, les religieux des congrégations bannies ont le droit de revenir en Suisse et des bénédictins viennent renforcer Disentis. Elle retrouve son essor avec l'abbé Benedikt Prevost (1888-1916), venu de l'abbaye de Muri-Gries (de). L'abbaye ouvre une école secondaire (Lateinschule, puis gymnasium) qui existe toujours, renouant avec la tradition de l'abbaye qui avait ouvert une école du XIIIe siècle au XVIIIe siècle. Les élèves (garçons et filles) sont aujourd'hui plus de 250, dont un tiers en internat. Elle est dirigée par une physicienne de formation, Mme Geneviève Appenzeller-Combe, depuis 2008.
Disentis compte aujourd'hui 30 moines profès.

## Notes

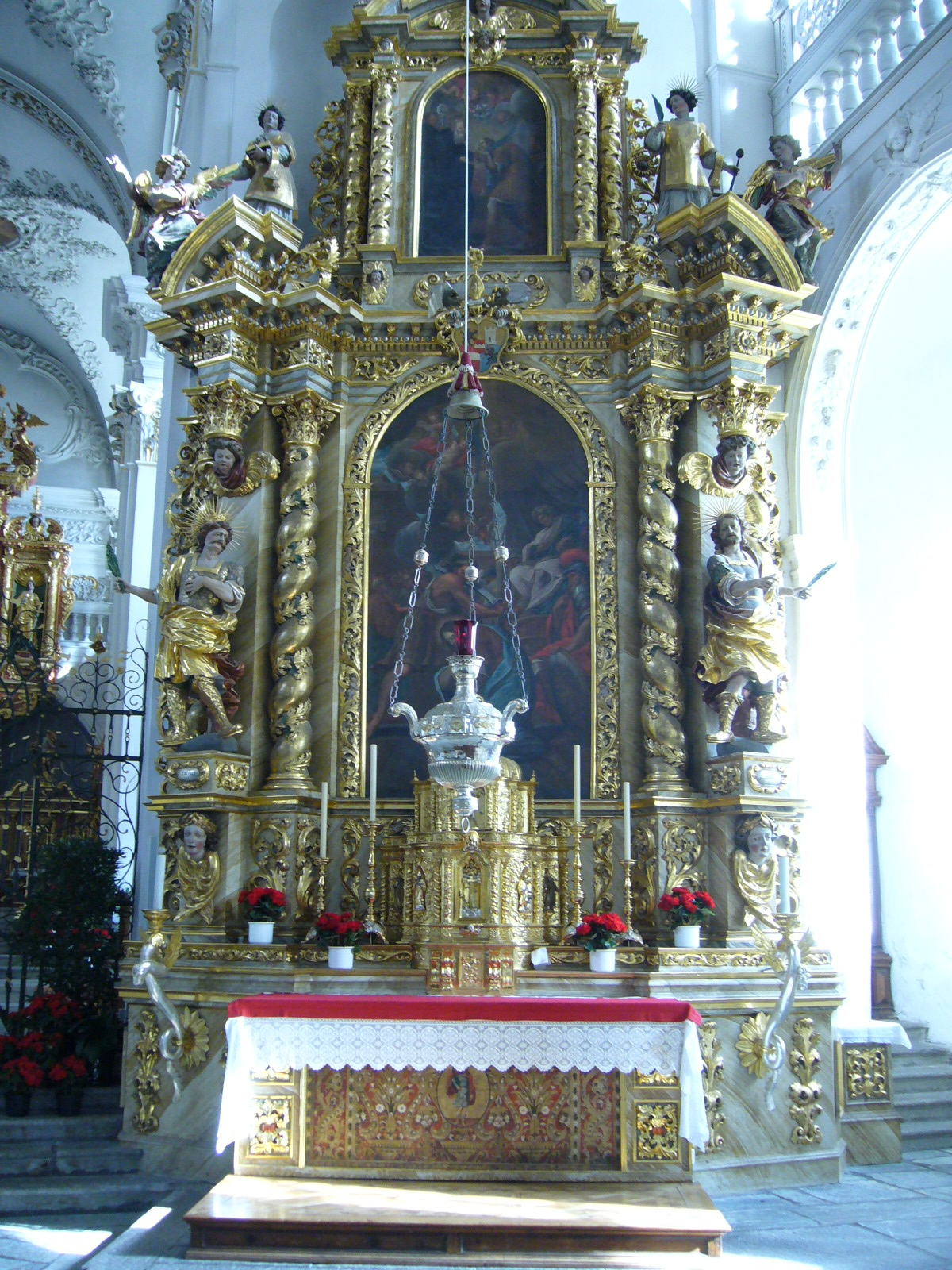
Autel de saint Placide de Disentis.